# Complexe activé
Lors d'une réaction chimique élémentaire, l'énergie des réactifs augmente jusqu'à atteindre un état où les liaisons chimiques des réactifs s'affaiblissent suffisamment pour que les molécules puissent réagir pour former des produits, le plus souvent des molécules. Le système est alors dans un état appelé complexe activé. 
Le complexe activé est transitionnel. Les liens entre les atomes occupent une surface d'énergie potentielle (ils n'ont donc pas un niveau d'énergie défini) et les atomes peuvent former plusieurs molécules intermédiaires qui ne sont ni les réactifs, ni les produits de la réaction chimique étudiée. 
L'étude de l'état du complexe activé permet de trouver des informations sur la cinétique des processus élémentaires.
Henry Eyring (1931) et Cyril Norman Hinshelwood (1935) ont entre autres travaillé sur la théorie du complexe activé.